# 바디 오브 라이즈
《바디 오브 라이즈》(영어: Body of Lies)는 2008년 리들리 스콧 감독의 미국의 액션 스파이 영화이다. 이라크, 요르단, 레바논, 두바이 등 중동 전역을 누비며 쫓고 쫓기는 CIA 요원과 테러 집단의 게임을 보여주는 스파이 스릴러물으로 데이비드 이그나시우스의 동명 소설을 원작으로 윌리엄 모나한이 각본을 썼다.

## 줄거리
미국 중앙정보국(CIA) 중동 대테러 현장요원인 로저 페리스(레오나르도 디카프리오)는 CIA 본부의 전략 책임자인 에드 호프먼(러셀 크로우)의 전화 지시에 따라 움직인다.  그는 최첨단의 기술로 이뤄진 감시를 피하고자 종적을 감춘채 연쇄 테러를 지시하는 테러집단 리더 알 살람을 잡으라는 임무를 맡았다. 페리스는 본부 지시대로 요르단의 정보부 수장 하니 살람(마크 스트롱)과 손잡고 작전을 시작한다.

## 출연

### 주연
- 레오나르도 디카프리오 : 로저 페리스 역
- 러셀 크로우 : 에드 호프만 역

### 조연
- 마크 스트롱 : 하니 역
- 골쉬프테 파라하니 : 에이샤 역
- 캐리스 밴 허슨 : 그레첸 페리스 역
- 오스카 아이삭 : 바삼 역

### 단역
- 사이먼 맥버니 : 가랜드 역
- 빈스 콜로시모 : 스킵 역
- 마이클 가스톤 : 홀리데이 역
- 아론 어바웃불 : 알-살렘 역
- 루브나 아자발 : 에이샤의 자매 카라 역
- 제프 밸보나 : 맨체스터 폭파범 역
- 오마르 베르두니 : 알-살렘의 소위 역
- 래리 카터 : CIA 요원 역
- 비얀 데인쉬맨드 : 암만 진료소 의사 역
- 닉 플래처
- 베단트 코크헤일 : 맨체스터 폭파범 역
- 슈레디 자바린 : 지하디스트 역
- 앨리 카릴 : 지아드 아이비시 역
- 클라라 코우리 : 바삼의 부인 역
- 자밀 코우리 : 마르완 역
- 메디 네브부 : 니자르 역
- 제니퍼 라우즈
- 세미 사미르 : 택시 운전사 역
- 바산스 산토샴 : 시크 밀크먼 역
- 알리 슐리만 : 오마르 사디키 역
- 알렉산더 본 룬
- 벤 요세프
- 노라 바우어
- 토머스 M. 헤근
- 아트 홀 : 맨체스터 뉴스 카메라맨 역
- 오브론 킹 : SAS 요원 역
- 조던 라지 : CIA 분석가 역
- 조시 L. 페나란다
- 패트릭 마이클 스트레인지 : 영국 맨체스터 거주자 / 두바이 수하물 취급자 역
- 톰 타운센드 : 헥슬러 역
- 후안-파블로 베자

## 기타
- 미술: 아더 맥스
- 세트: 소냐 클라우스
- 세트: 낸시 나이
- 의상: 잔티 예이츠
- 배역: 지나 제이
- 배역: 에이비 코프먼

## 같이 보기
- 레오나르도 디카프리오의 작품 목록